# Albert Rust
Albert Rust (Mulhouse, Francia, 10 de octubre de 1953) es un exjugador y exentrenador de fútbol francés. En su etapa como jugador profesional se desempeñaba como guardameta.
Es el jugador con más partidos disputados (454) con el FC Sochaux-Montbéliard.

## Selección nacional
Fue internacional con la selección de fútbol de Francia en una ocasión. Ganó la Eurocopa (sin jugar ningún partido) y la medalla de oro olímpica en 1984. También obtuvo el tercer lugar en la Copa del Mundo de 1986.

### Participaciones en Copas del Mundo
| Mundial                        | Sede   | Resultado    | Partidos | Goles |
| ------------------------------ | ------ | ------------ | -------- | ----- |
| Copa Mundial de Fútbol de 1986 | México | Tercer lugar | 1        | 0     |

### Participaciones en Juegos Olímpicos
| Olimpiada                            | Sede           | Resultado | Partidos | Goles |
| ------------------------------------ | -------------- | --------- | -------- | ----- |
| Juegos Olímpicos de Los Ángeles 1984 | Estados Unidos | Campeón   | 6        | 0     |

### Participaciones en Eurocopas
| Copa          | Sede    | Resultado | Partidos | Goles |
| ------------- | ------- | --------- | -------- | ----- |
| Eurocopa 1984 | Francia | Campeón   | 0        | 0     |

## Equipos

### Como jugador
| Equipo                 | País    | Año       |
| ---------------------- | ------- | --------- |
| FC Sochaux-Montbéliard | Francia | 1972-1987 |
| Montpellier HSC        | Francia | 1987-1990 |
| AS Mónaco              | Mónaco  | 1990-1991 |

### Como entrenador
| Equipo                                    | País           | Año       |
| ----------------------------------------- | -------------- | --------- |
| Castelnau Le Crès FC                      | Francia        | 1991-1993 |
| AS Beauvais (asistente)                   | Francia        | 1993-1994 |
| Al-Nassr (asistente)                      | Arabia Saudita | 1994-1995 |
| Chamois Niortais FC                       | Francia        | 1995-1999 |
| Clermont Foot                             | Francia        | 2000-2001 |
| Selección nacional (asistente)            | Túnez          | 2001-2002 |
| Stade Tunisien                            | Túnez          | 2002      |
| FC Sète                                   | Francia        | 2002-2003 |
| Brest                                     | Francia        | 2003-2006 |
| US Créteil-Lusitanos                      | Francia        | 2006      |
| AS Saint-Étienne (entrenador de porteros) | Francia        | 2010-2012 |

## Palmarés

### Campeonatos nacionales
| Título          | Equipo          | País    | Año  |
| --------------- | --------------- | ------- | ---- |
| Copa de Francia | Montpellier HSC | Francia | 1990 |

### Copas internacionales
| Título           | Equipo  | Sede                         | Año  |
| ---------------- | ------- | ---------------------------- | ---- |
| Juegos Olímpicos | Francia | Los Ángeles (Estados Unidos) | 1984 |
| Eurocopa         | Francia | Francia                      | 1984 |